# Cray Inc.
Cray Inc. és un fabricant nord-americà de supercomputadors amb seu a Seattle, Washington. També es dedica a fabricar sistemes d'emmagatzematge i anàlisi de dades.
La majoria dels supercomputadors Cray són a la llista TOP500, la qual classifica els millors supercomputadors del món. El nombre de sistemes Cray que hi ha a la llista varia cada any.
Cray fabrica els seus productes a Chippewa Falls, Wisconsin, on el seu fundador, Seymour Cray, va néixer i créixer. La companyia també té oficines a St. Paul, Minnesota (lloc on se situava la seu quan Seymour Cray estava al capdavant de l'empresa) així com a nombrosos llocs on podem trobar els seus serveis d'enginyeria, venta i I+D a tot el món.
La companyia que va precedir Cray era Cray Research Inc (CRI), que va ser fundada al 1972 pel dissenyador de computadors Seymour Cray. Seymour Cray va crear l'organització Cray Computer Corporation el 1989, la qual va acabar en fallida al 1995, el que va generar que es vengués la companyia Cray Research a Silicon Graphics (SGI) l'any següent. Cray inc. va ser formada l'any 2000 després que Tera Computer Company comprés Cray Research Inc a SGI i li canviés el nom. Més tard, a principis de 2019 ha estat adquirida per la companyia Hewlett-Packard Enterprise, més coneguda com a HPE o HP, en una inversió d'aquesta empresa en el món de la supercomputació.

## Història

### Inicis: del 1950 al 1972
Seymour Cray va començar a treballar al camp de la computació al 1950, quan es va unir a l'Engineering Research Associates (ERA) a Saint Paul, Minnesota. Allà va ajudar a crear l'ERA 1103. Va abandonar la companyia al 1960, uns anys després que treballadors del ERA creessin la Control Data Corporation (CDC). Inicialment va treballar a la seu de la CDC, però es va cansar de les constants interrupcions dels seus superiors. Finalment va crear un laboratori a Chippewa Falls, Wisconsin. Quan formava part de la CDC va participar en la creació del CDC 6600 i el CDC 7600.

### Cray Research Inc. i Cray Computer Corporation: del 1972 al 1996
A finals dels anys 1960, la CDC va començar a tenir dificultat econòmiques, els fons disponibles per desenvolupar el seu següent projecte, el CDC 8600, eren escassos. Quan el 1972 li van comunicar que el projecte es quedaria “en espera”, Cray va deixar l'empresa per crear la seva pròpia, Cray Research Inc. El seu centre de negocis estava a Minneapolis, i els centres de recerca i desenvolupament a Chippewa Falls. El seu primer producte va ser el supercomputador Cray-1, que era notablement més ràpid que els altres productes de l'època, i per això va ser un èxit. El primer supercomputador va ser venut en un mes per 8.8 milions de dòlars. Seymour Cray va seguir treballant en el supercomputador Cray-2, que finalment només va acabar sent lleugerament més ràpid que el supercomputador Cray X-MP, desenvolupat per un altre equip de la companyia.
Cray aviat va abandonar la seva posició de CEO pero convertir-se en un contractista independent. Va començar un nou laboratori de circuits integrats a molt gran escala (VLSI) pel Cray-2 a Boulder, Colorado, Cray Laboratories, al 1979. El laboratori va tancar el 1982, però Cray va fer un pas més formant el 1989 Cray Computer Corporation (CCC) a Colorado Springs. Allà va treballar en el Cray-3, el primer intent d'usar, a gran escala, semiconductors d'arsenur de gal·li (GaAs). Tot i això, el canvi del clima polític (el col·lapse del Pacte de Varsòvia i el final de la Guerra Freda) va provocar vendes molt baixes (només es va vendre un Cray-3)
Cray Research va continuar el desenvolupament en una línia de computadors a part, originalment amb Steve Chen com a director de disseny. Després que Chen marxés de la companyia, el Cray Y-MP, Cray C90 i Cray T90 van ser desenvolupats en l'arquitectura original Cray-1, la qual va obtenir uns resultats millors amb l'ús de múltiples processadors addicionals, rellotges més ràpids, i vectors de comunicació "pipe" més grans. La impredictibilitat del projecte Cray-2 va produir una sèrie d'alternatives a Cray: Scientific Computer System (SCS), American Supercomputer, Supertek, i altres. Aquestes alternatives no volien competir en contra de Cray sinó que intentaven ser menys cares, versions CMOS més lentes de la X-MP amb la sortida del sistema operatiu COS (SCS) i el compilador CFT Fortran; També es considerava que els laboratoris nacionals (LANL/LLNL) desenvolupaven un sistema operatiu CTSS en comptes d'adinsar-se en els sistemes Unix.
Una seria de computadors de paral·lelisme massiu de les companyies Thinking Machines, Kendall Square Research, Intel Supercomputing Systems Division, nCUBE, MasPar i Meiko Scientific, van dominar el mercat de la computació d'altes prestacions el 1980. Al principi, Cray Research va denigrar aquests avanços queixant-se que era difícil de desenvolupar el software perquè pogués funcionar en les maquines. Tot hi així Cray va adonar-se que aquest tipus de màquina seria l'única forma de poder competir al mercat, de forma que va començar un projecte de 5 anys per crear una màquina que fos la millor en aquesta àrea. Els resultats van ser DEC Alpha-based Cray T3D i Cray T3E. Els quals van deixar a Cray com l'únic venedor de supercomputadors al mercat a part de NEC a prop del 2000.
Molts dels llocs amb tecnologia Cray van ser considerats membres del “club exclusiu” d'usuaris de Cray. Les maquines Cray eren considerades molt prestigioses, ja que eren extremadament cares, i el numero d'unitats venudes va ser molt petit comparat amb altres maquines. Aquesta idea també es va expandir per altres països: Per incrementar la idea d'exclusivitat, el departament de màrqueting de Cray Research tenia corbates promocionals fetes amb un mosaic de les banderes dels països que formaven part del club de països amb tecnologia Cray.
Nous venedors van introduir supercomputadors més petits, coneguts com a minisupercomputadors durant la dècada dels 80 i 90, els quals van superar les maquines Cray del mercat. La Convex Computer series, així com maquines paral·leles a petita escala de companyies com Pyramid Technology i Alliant Computer Systems eren particularment populars. Un venedor molt popular va ser Supertek, el qual tenia un maquina anomenada S-1, la qual era una versió del processador X-MP amb refrigeració CMOS. Cray va comprar Supertek el 1990 y va vendre les S-1 com a Cray XMS, però la màquina va mostrar una serie de problemes. Al mateix temps, la maquina S-2 que es trobava en construcció, i era un clon de Y-MP, es va vendre més tard com la Cray Y-MP El (que més tard es va convertir en el 90 series) el qual es va començar a vendre en quantitats raonables entre el 1991 i el 1992. Es va vendre principalment a companyies petites que es dedicaven a l'explotació del petroli. Aquesta línea va evolucionar a la Cray J90, i eventualment a la Cray SV1 el 1998.
El Desembre de 1991, Cray va comprar alguns dels actius de Floating Point Systems, un altre venedor de mini-supercomputadors que es va moure al mercat de servidors amb la seva línia de SPARC-based Model 500. Aquestes màquines SMP tenien 64 processadors i utilitzaven versions de Sun Microsystems Solaris. Cray va crear Cray Research Superservers, Inc (que més tard es convertiria en la Business Systems Division) per vendre aquest sistema com la Cray S-MP, més tard va ser substituïda per la Cray CS6400. Malgrat que aquestes màquines eren de les millors quan tenien una càrrega de treball apropiada, Cray mai va tenir èxit en aquest mercat.

### Silicon Graphics: del 1996 al 2000
El Febrer de 1996, Cray Research es va fusionar amb Silicon Graphics (SGI). En aquell moment la indústria va ser bastant crítica amb aquest moviment, ja que les dues companyies tenien poc en comú en el mercat i la tecnologia. Més tard aquest any, el fundador Seymour Cray va morir en un accident de tràfic.
Immediatament SGI va vendre el negoci de Superservers a Sun, la qual va convertir la màquina UltraSPARC-based Starfire (que es trobava en desenvolupament) en una gama de servidors molt exitosa anomenada Enterprise 10000.
SGI va utilitzar les tecnologies de Cray en l'intent de moure's del mercat dels gràfics al mercat dels supercomputadors. La clau per fer això, va ser la tecnologia HIPPI data-bus i els detalls de les interconnexions utilitzades en les T3 series.
L'estratègia de SGI era fusionar la seva gama de servidors amb els productes de Cray en dues fases, anomenades SN1 i SN2. La SN1 intentava substituir la T3E i els sistemes SGI Origin 2000, que més tard es va convertir en l'arquitectura SN-MIPS o la SGI Origin 3000. La SN2 originalment estava destinada a unificar els supercomputadors, incloent-hi la T90, en una sola arquitectura. Aquest objectiu mai es va aconseguir abans que SGI deixes d'invertir en el negoci de Cray, i la SN2 es va associar més tard amb la SNIA o arquitectura SGI Altix 3000.
Durant el domini de SGI, es va crear un altre línia de models Cray, la SV1, que es va portar al mercat el 1998. Aquesta era una arquitectura clustered SMP en vectors, desenvolupada amb la tecnologia J90.
SGI va crear per separat una Unitat Cray Research Business l'agost de 1999 abans que se separessin. El 2 de març del 200, la unitat es va vendre a Tera Computer Company. La qual va canviar el seu nom a Cray Inc quan es va tancar el tracte el 4 d'abril.

### Cray Inc: del 2000 fins al present
Després de la fusió amb Tera, El sistema Tera MTA va ser venut com a Cray MTA-2. Això va ser un fracàs comercial i només es van vendre a dos clients. Cray Inc. també va bategar la NEC SX-6 com la Cray SX-6 a més d'obtenir els drets per vendre la SX-6 als Estats Units, Canada i Mèxic.
El 2002, Cray Inc. van anunciar el seu nou model, la Cray X1 que combinava arquitectura vector i el supercomputador MPP. Anteriorment coneguda com a SV2, la X1 és el resultat del concepte SN2 que es va originar durant els anys de SGI. El Març de 2004, Cray va anunciar que era un dels membres del U.S. Department of Energy que havia construït una màquina de 50 teraflops per la Oak Ridge National Laboratory. Cray va ser denunciat en el 2002 per l'empresa Isothermal Systems Research a causa de una infracció de patents. El jurat va dictaminar que Cray havia utilitzat una patent de ISR per crear la Cray X1. A partir del Novembre de 2004 la Cray X1 tenia un rendiment de 5,9 teraflops i era considerada el supercomputador numero 29 a l'escala dels més ràpids. Més tard es va canviar la X1 per la X1E que era una versió amb processadors dual-core més ràpids.
El 4 d'octubre de 2004, la companyia va anunciar la Cray XD1, que era una gama de supercomputadors que utilitzaven processadors AMD Opteron dual-core 64-bit i utilitzaven Linux com a sistema operatiu. Aquest tipus de sistema era conegut com el OCtigaBay 12K abans que Cray compres la companyia propietària. La XD1 contenia una Xilinx Virtex II FPGA en cada node junt amb quatre processadors Opteron. Les FPGA podien ser configurades per adoptar diferents comportaments hardware de forma que augmentava molt la capacitat de processament dels nodes. A més, les FPGA contenien dos processadors PowerPC 405 que es podien afegir a la potència de còmput dels Opteron.
El 2004, Cray va completar el sistema Red Storm per Sandia National Laboratories. Red Storm seria un punt d'inflexió per una cadena de productes exitosos que revitalitzaria Cray en l'àmbit dels supercomputadors. Red Storm tenia processadors acumulats en blocs de 96, i un màxim de 300 blocs per màquina, a més d'un disseny que permetia una velocitat de 41,5 teraflops. Red Storm també va incloure un disseny innovador per les interconnexions de xarxes. La Cray XT3 va ser el supercomputador amb arquitectura Red Storm que es va comercialitzar, era similar en molts aspectes a l'arquitectura T3E, però, com la XD1, utilitzava processadors AMD Opteron. El 2006, la Cray XT4 va afegir suport per memòries DDR2, processadors Opteron quad-core i utilitzava SeaStar2, un coprocessador de comunicació. També va incloure l'opció d'afegir xips FPGA de forma externa en els sockets dels processadors.
El Març de 2005, Peter Ungaro es va convertir en l'executiu en cap de Cray. Ungaro es va unir l'Agost de 2003 com a Vice President de ventes i màrqueting.
El 13 de novembre de 2006, Cray va anunciar un nou sistema, el Cray XMT, estava basat en les maquines MTA. Aquest sistema estava combinat amb processadors multi-thread, tal com a les màquines Tera, junt amb l'ús de SeaStar2 utilitzat per les XT4. Reutilitzant les plaques ASIC i el software utilitzat per les XT4, el cost per produir les MTA es va veure reduït. La segona generació de XMT es va programar pel 2011, amb el primer sistema demanat el Swiss National Supercomputing Center (CSCS).
El 2006, Cray va anunciar una seria de productes titulats 'Adaptative Supercomputing'. La primera generació d'aquests productes, titulats Rainier Project, utilitzaven SeaStar2, un entorn de programació i un subsistema I/O. Aquests sistemes incloïen les XT4 i les XMT. La segona generació, es va llençar com les XT5h, aquesta permetia al sistema combinar diferents elements de còmputs de diferent tipus per generar un sol sistema. Les XT5h combinaven processadors Opteron multi-thread i vectoritzables amb FPGAs.
L'Abril de 2008, Cray i Intel van anunciar que col·laborarien en futurs sistemes de supercomputació. Aquesta col·laboració va produir la Cray CX1, que es va llançar el Setembre de 2008. La CX1 era un sistema blade server d'escriptori, contenia 16 processadors dual o quad-core Intel Xeon, amb Microsoft Windows HPC Server 2008 o bé Red Hat Enterprise Linux. Al principi de 2010, Cray va introduir la Cray CX1000, un sistema rack que permetia escollir entre CPU, GPU o SMP. La CX1 i CX1000 van ser venudes fins al 2011.
Cap al 2009, el sistema més gran que havia produït Cray fins al moment era el XT5 al National Center for Computational Sciences al Oak Ridge National Laboratories. Aquest sistema amb més de 224000 cores, va ser anomenat Jaguar i era el supercomputador més ràpid del món mesurat amb el benchmark LINPACK, a la velocitat d'1,75 petaflops, fins que va ser superat pel Tianhe-1A l'Octubre de 2010. Era el primer sistema a sostenir el rendiment d'1 petaflop en una aplicació de 64 bits.
El març de 2010, es va anunciar la Cray XE6. La XE6 tenia al seu nucli el sistema d'interconnexió Gemini. Aquesta nova interconnexió va incloure un espai d'adreces global, el que representava un retorn a la característica de la T3E que havia fet tan exitós a Cray Research. Aquest producte va venir acompanyat de l'èxit de la XT3, XT4 i XT5. El primer sistema XE6 es va vendre el Juliol de 2010. La següent generació, Cascade, va ser dissenyada per utilitzar els processadors multicore i manycore de productors com Intel i NVIDIA. Cascade va ser programada per introduir-se al principi del 2013 i dissenyada per utilitzar la següent generació de chips Gemini que s'anomenava Aries.
El 2011, va anunciar la Cray XK6 que era un supercomputador híbrid. La Cray XK6, podia contenir fins a 500000 processadors i fins a 50 petaflops de rendiment, combinava el sistema d'interconnexió Gemini, processadors AMD multi-core i la GPU d'NVIDIA Tesla.
L'Octubre de 2012, Cray va anunciar la Cray XK7, la qual utilitzava la NVIDIA Kepler i va anunciar que el sistema ORNL Jaguar seria actualitzat a una XK7 i és canviaria de nom a Titan, aquest sistema seria capaç de 20 petaflops de rendiment. Titan es convertiria en el supercomputador més ràpid segons el LINPACK benchmark fins a la introducció de la Tianhe-2 el 2013, la qual seria molt més ràpida. El 2011 Cray també va anunciar un contracte amb la Universitat d'Illinois, el qual generaria el sistema més gran que Cray havia venut en tota la seva història.
El Novembre de 2011, es va introduir el sistema d'emagatzament de dades Cray Sonexion 1300, el qual marcaria l'entrada de Cray al camp del gran rendiment d'emmagatzemament de dades. Aquest producte utilitzava tecnologia modular i sistema de fitxers Lustre.
L'Abril de 2012, Cray Inc. va anunciar la venda de la seva propietat intel·lectual sobre el sistema d'interconnexions a Intel Coporation pel valor de 140 milions de dolars.
El 9 de novembre de 2012, Cray va anunciar l'adquisició d'Appro International Inc., un desenvolupador de supercomputadors altament escalables situat a California. En aquell moment estava situat com a tercer proveïdor de la llista Top100 supercomputadors, Appro va construir alguns dels sistemes HPC més avançats del món.
L'1 de novembre de 2013, Cray va anunciar l'adquisició de Gnodal IP. L'Octubre de 2017, Microsoft Azure i Cray van esdevenir socis per portar el món de la supercomputació al cloud.
El 18 d'abril de 2018 Cray va anunciar que s'afegiria els processadors AMD Epyc a la seva línia de producció Cray CS500.
A principis de 2019, Cray va anunciar que formava part del projecte de construcció del supercomputador "Aurora", en col·laboració amb Intel, per al Argonne National Laboratory, amb finalització prevista per al 2021. Aquest supercomputador esta previst per a tindre una capacitat de computació "exaescalar", és a dir de 1018 FLOPS per segon, una capacitat de computació encara sense precedents i el següent objectiu en la carrera per al desenvolupament de les tecnologies de supercomputació arreu del món.
El 17 de maig de 2019, Cray va ser comprada per HPE i integrada en la companyia en una aposta de futur pel món de la supercomputació, en una transacció d'un valor aproximat de 1.3 bilions de dòlars